# Illifaut
Illifaut település Franciaországban, Côtes-d’Armor megyében. Lakosainak száma 688 fő (2022. január 1.). Illifaut Mauron, Ménéac, Brignac, Saint-Brieuc-de-Mauron, Loscouët-sur-Meu, Trémorel, Gaël és Merdrignac községekkel határos.

## Népesség
A település népességének változása:
| Lakosok száma | 960  | 812  | 757  | 675  | 702  | 710  | 690  | 679  | 674  | 688  |
|               | 1968 | 1982 | 1990 | 2006 | 2013 | 2015 | 2017 | 2019 | 2020 | 2022 |